# Mark Benedict Coleridge
Mark Benedict Coleridge (Melbourne, 25 settembre 1948) è un arcivescovo cattolico australiano, dal 18 giugno 2025 arcivescovo emerito di Brisbane.

## Biografia
Mark Benedict Coleridge è nato a Melbourne il 25 settembre 1948 ed è il terzo dei cinque figli di Bernard Coleridge e Marjorie, nata Harvey.

### Formazione e ministero sacerdotale
È stato educato alla Saint Joseph's School di Tranmere, al Rostrevor College di Adelaide e al St Kevin's College di Toorak. Contemplando una carriera nel servizio diplomatico australiano, nel 1968 ha conseguito un Bachelor of Arts in inglese in francese presso l'Università di Melbourne. Dopo aver scoperto la sua vocazione al sacerdozio, è entrato nel seminario interdiocesano Corpus Christi College di Melnourne.
Il 18 maggio 1974 è stato ordinato presbitero per l'arcidiocesi di Melbourne nella cattedrale arcidiocesana dal vescovo ausiliare John Anthony Kelly. In seguito è stato vicario coadiutore nella parrocchia di Drysdale, Doncaster Est, Ashburton e Pascoe Vale dal 1974 al 1980. Nel 1980 è stato inviato a Roma per studi. Nel 1984 ha conseguito la licenza in Sacra Scrittura presso il Pontificio Istituto Biblico. Successivamente è stato professore di Sacra Scrittura presso il Catholic Theological College di Melbourne dal 1985 al 1988. Nel 1988 è ritornato a Roma e nell'aprile 1992 ha ottenuto la laurea in Sacra Scrittura presso il Pontificio Istituto Biblico con una tesi sulla narrazione dell'infanzia di Gesù nel Vangelo secondo Luca. In seguito ha prestato servizio come professore nel Catholic Theological College di Melbourne dal 1992 al 1996; portavoce dell'arcidiocesi per i mass-media dal 1996 al 1998 e preside del Catholic Theological College dal 1996 al 1998. Dal 1998 ha prestato servizio nella sezione per gli affari generali della Segreteria di Stato della Santa Sede.

### Ministero episcopale
Il 3 maggio 2002 papa Giovanni Paolo II lo ha nominato vescovo ausiliare di Melbourne e titolare di Teveste. Ha ricevuto l'ordinazione episcopale il 19 giugno successivo dall'arcivescovo metropolita di Melbourne Denis James Hart, co-consacranti l'arcivescovo Francesco Canalini, nunzio apostolico in Australia, e l'arcivescovo metropolita di Sydney George Pell.

Stemma come arcivescovo metropolita di Canberra e Goulburn.

Il 19 giugno 2006 papa Benedetto XVI lo ha promosso arcivescovo di Canberra e Goulburn. Ha preso possesso dell'arcidiocesi il 17 agosto successivo.
Nell'ottobre del 2011 ha compiuto la visita ad limina.
Il 29 dicembre 2011 è stato nominato membro del Pontificio consiglio delle comunicazioni sociali per un mandato rinnovabile di cinque anni.
Il 2 aprile 2012 papa Benedetto XVI lo ha nominato arcivescovo metropolita di Brisbane. Ha preso possesso dell'arcidiocesi l'11 maggio successivo.
Ha partecipato alla XIV assemblea generale ordinaria del Sinodo dei vescovi che ha avuto luogo nella Città del Vaticano dal 4 al 25 ottobre 2015 sul tema "La vocazione e la missione della famiglia nella Chiesa e nel mondo contemporaneo". Lì è stato relatore di uno dei circoli minori di lingua inglese.
Nel 2017, durante il sondaggio postale nazionale sul matrimonio tra persone dello stesso sesso, ha affermato di credere personalmente che l'amore condiviso in una coppia dello stesso sesso potesse essere semplicemente "l'amore degli amici". Ha notato che ai bambini non è permesso sposare i loro genitori, né i fratelli possono sposarsi a vicenda, anche se ha convenuto che i casi di coppie dello stesso sesso e di parenti stretti erano diversi. Ha detto: "Questo non vuol dire che [le coppie dello stesso sesso] non sono uguali [per l'amore]. Sto semplicemente dicendo che non sono la stessa cosa e che non si qualificano per quello che chiamiamo matrimonio".
Nel giugno del 2019 ha compiuto nuovamente la visita ad limina.
Dal 4 maggio 2018 è presidente della Conferenza dei vescovi cattolici australiani. In seno alla stessa è stato membro del comitato permanente, della commissione per il ministero della Chiesa e del comitato per la dottrina e la morale e presidente della commissione per l'evangelizzazione. Nel novembre del 2017 è stato eletto dai vescovi australiani a capo della commissione che sta organizzando un consiglio plenario della Chiesa cattolica in Australia nel 2020.  Dal 4 maggio 2016 al 4 maggio 2018 è stato vicepresidente della stessa.
Il 18 giugno 2025 papa Leone XIV ha accolto la sua rinuncia al governo pastorale dell'arcidiocesi di Brisbane per raggiunti limiti di età; gli è succeduto Shane Anthony Mackinlay, fino ad allora vescovo di Sandhurst.
È membro della segreteria generale del Sinodo dei vescovi e del Pontificio consiglio della cultura.
È anche presidente del comitato editoriale della Commissione internazionale sull'inglese nella liturgia.

## Genealogia episcopale e successione apostolica
La genealogia episcopale è:
- Cardinale Scipione Rebiba
- Cardinale Giulio Antonio Santori
- Cardinale Girolamo Bernerio, O.P.
- Arcivescovo Galeazzo Sanvitale
- Cardinale Ludovico Ludovisi
- Cardinale Luigi Caetani
- Cardinale Ulderico Carpegna
- Cardinale Paluzzo Paluzzi Altieri degli Albertoni
- Papa Benedetto XIII
- Papa Benedetto XIV
- Papa Clemente XIII
- Cardinale Marcantonio Colonna
- Cardinale Giacinto Sigismondo Gerdil, B.
- Cardinale Giulio Maria della Somaglia
- Cardinale Carlo Odescalchi, S.I.
- Cardinale Costantino Patrizi Naro
- Cardinale Lucido Maria Parocchi
- Cardinale Pietro Respighi
- Cardinale Pietro La Fontaine
- Cardinale Celso Benigno Luigi Costantini
- Cardinale James Robert Knox
- Arcivescovo Thomas Francis Little
- Cardinale George Pell
- Arcivescovo Denis James Hart
- Arcivescovo Mark Benedict Coleridge

La successione apostolica è:
- Vescovo Robert Michael McGuckin (2012)
- Vescovo Michael Fabian McCarthy (2014)
- Vescovo Timothy James Harris (2017)
- Vescovo Kenneth Michael Howell (2017)
- Vescovo Timothy Norton, S.V.D. (2022)
- Vescovo Joseph John Caddy (2024)